# 소닉 어드밴스 3
소닉 어드밴스 3(Sonic Advance 3, ソニックアドバンス3)은 게임보이 어드밴스로 나온 2004년 플랫폼 게임이다. 이는 소닉 어드밴스 2의 후속작으로, 작중 행적 상으로는 소닉 배틀의 후속작이다. 이 게임은 다른 게임들과는 빠른 속도의 전개를 가지고 있으며, 평소 시리즈들과 같이 7개의 존들과 3개의 액트로 구성되어 있다.

## 반응
이 게임은 비평가들에게 좋은 평가를 받았으며, 게임플레이와 팀 업을 특히 칭찬했다.